# Memphis und seine Nekropole – die Pyramidenfelder von Gizeh bis Dahschur
Memphis und seine Nekropole – die Pyramidenfelder von Gizeh bis Dahschur ist eine seit 1979 bestehende UNESCO-Welterbestätte in Ägypten. Die Stätte befindet sich südlich von Kairo und umfasst die Ruinen von Memphis sowie vier Pyramidengruppen, die sich in der Wüste entlang der Westseite des Nils über eine Gesamtlänge von etwa 30 km verteilen. Die ausgedehnte Nekropole erstreckt sich vom Gizeh-Plateau aus nach Süden über Saujet el-Arjan, Abu Ghurab, Abusir, Mit Rahina und Sakkara bis nach Dahschur.
Die Stätte beherbergt einige außergewöhnliche Grabmonumente, darunter Felsengräber, kunstvolle Mastabas, Tempel und Pyramiden. Die Pyramiden sind das berühmteste Symbol der Hochkultur des alten Ägypten und werden seit Jahrtausenden auf der ganzen Welt bewundert. Die Große Pyramide von Gizeh ist eines der bedeutendsten Monumente der Welt und zugleich das einzige erhaltene Weltwunder der Antike. Die Große Sphinx von Gizeh gehört mit einer Länge von 73 Metern und einer Höhe von 20 Metern zu den größten Skulpturen der Welt und wurde vermutlich um 2500. v. Chr. erbaut. Die Knickpyramide und die Rote Pyramide in Dahschur, die als Erste vier glatte Seiten aufweist, stellen zwei wichtige Meilensteine in der Geschichte des Pyramidenbaus dar.
Memphis wurde um 3100 v. Chr. von Menes gegründet und war bis circa 2200 v. Chr. die Hauptstadt des Alten Reiches. Die Stadt wird auch mit dem religiösen Glauben an den Nekropolengott Ptah in Verbindung gebracht, dem von Königen gehuldigten Gott der Schöpfung und Schutzherrn des Handwerks, sowie mit herausragenden Ideen, Kunstwerken und Technologien.